# Kruk
Kruk, v českém překladu Havran, je vápencová skalní formace ve skalách Skały Kroczyckie v přírodní rezervaci Góra Zborów a krajinném parku Park Krajobrazowy Orlich Gniazd. Nachází se v geomorfologickém podcelku Wyżyna Częstochowska (Čenstochovská jura) patřící do pohoří Wyżyna Krakowsko-Częstochowska (Krakovsko-čenstochovská jura). Nalézá se na katastru obce Podlesice ve gmině Kroczyce v okrese Zawiercie ve Slezském vojvodství v jižním Polsku.

## Další informace
Kruk se nachází vedle skalní formace Dwoista poblíž severozápadního úpatí kopce Góry Zborów a nad jeskyní Jaskinia Głęboka nedaleko od trasy naučné stezky Ścieżka Przyrodnicza Rezerwat Przyrody Góra Zborów. Skála je hojně využívána horolezci a její výška je cca 15 m. Přístup ke skále je z blízkého správního střediska a muzea Centrum Dziedzictwa Przyrodniczego i Kulturowego Jury (Centrum přírodního a kulturního dědictví Jury) na parkovišti u vesnice Podlesice.
Poblíž se také nachází skály Sadek.

## Galerie

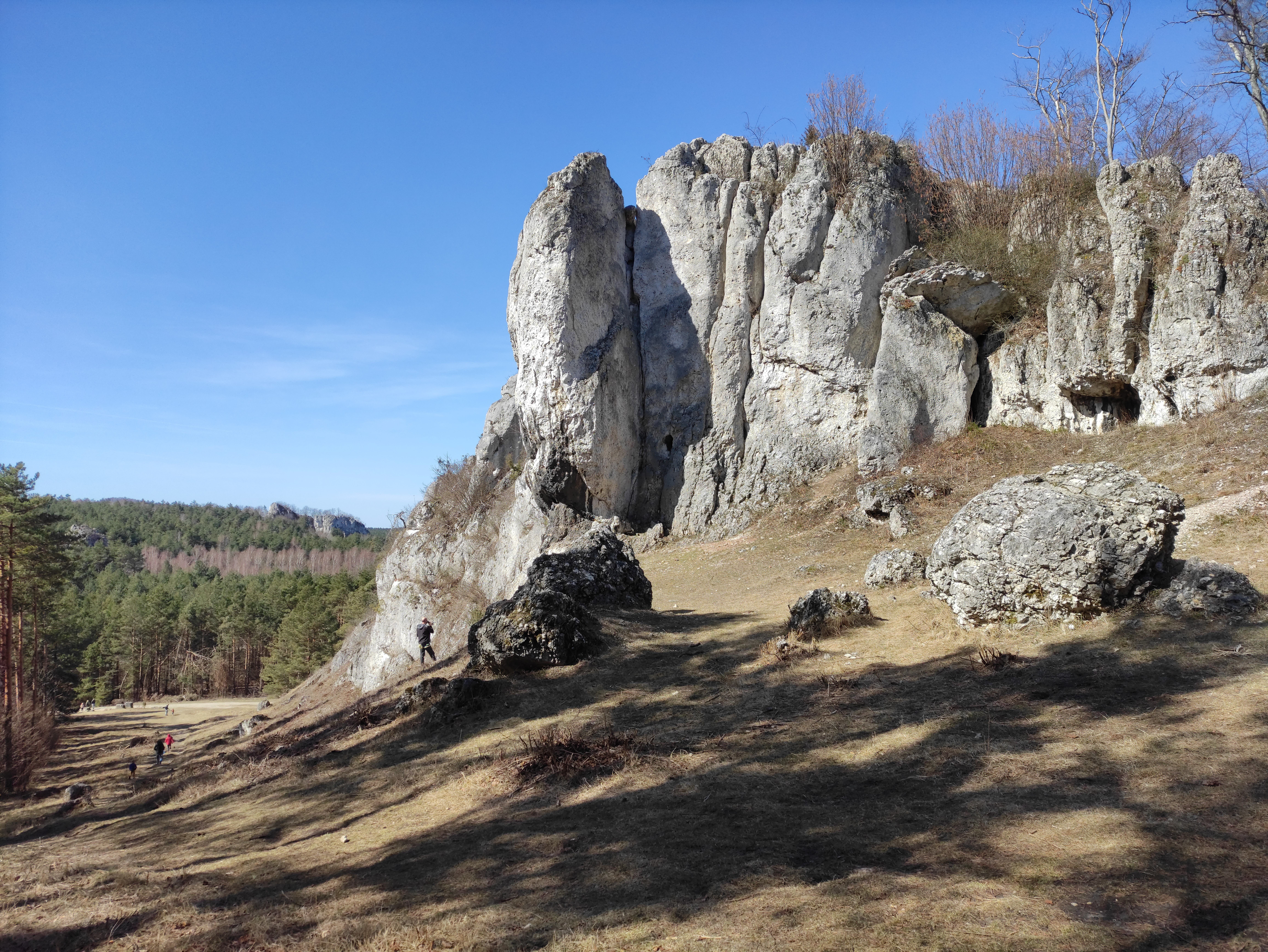
Kruk
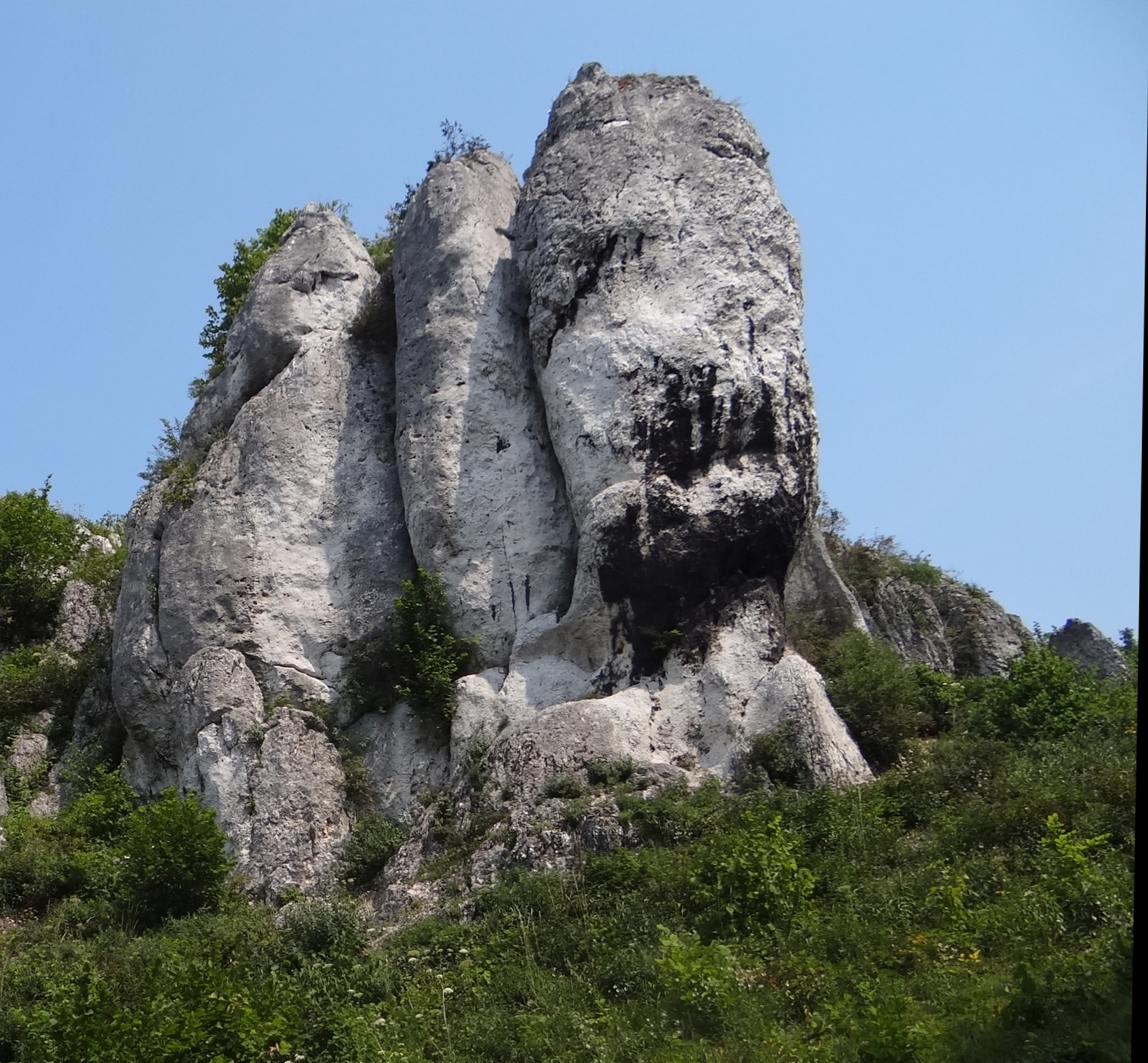
Kruk
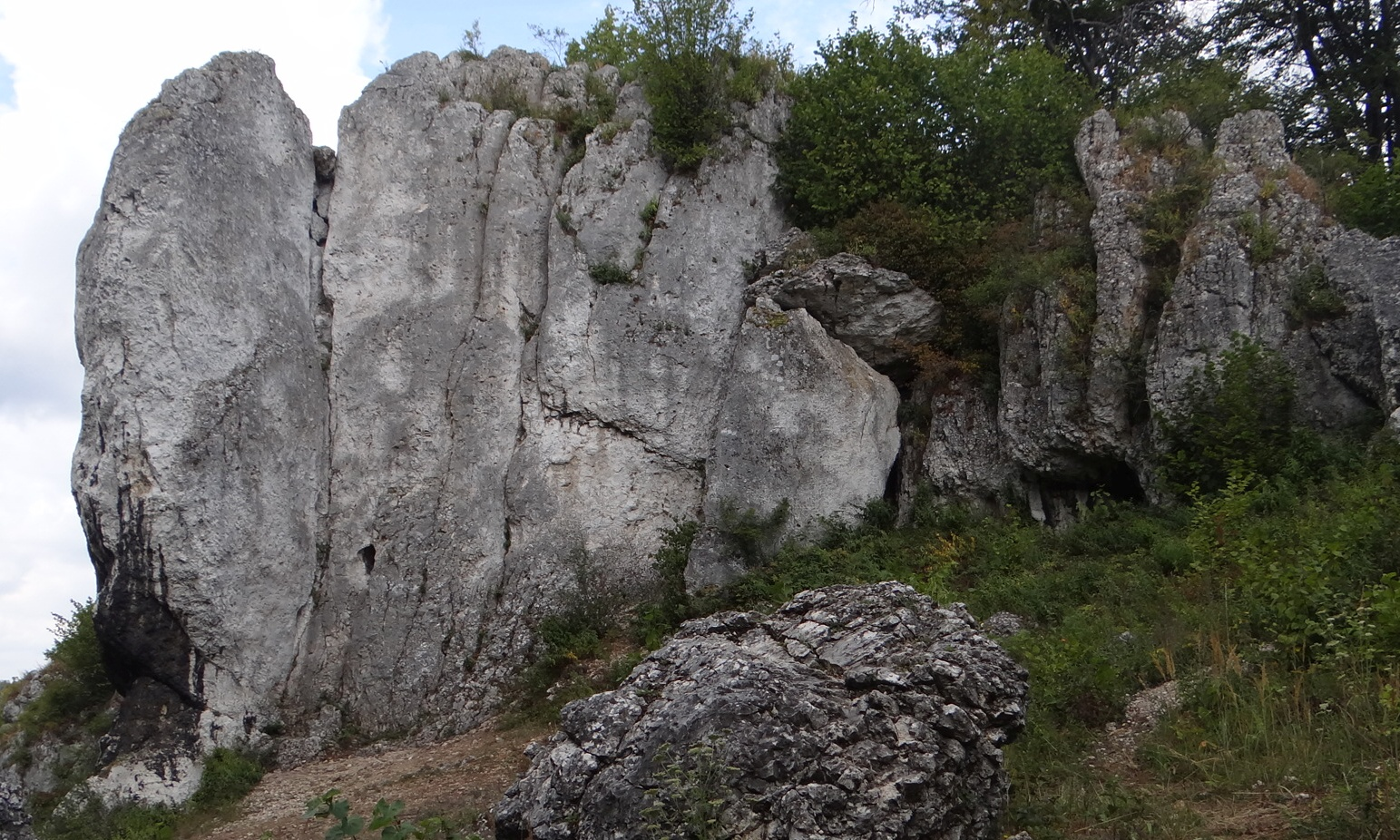
Kruk
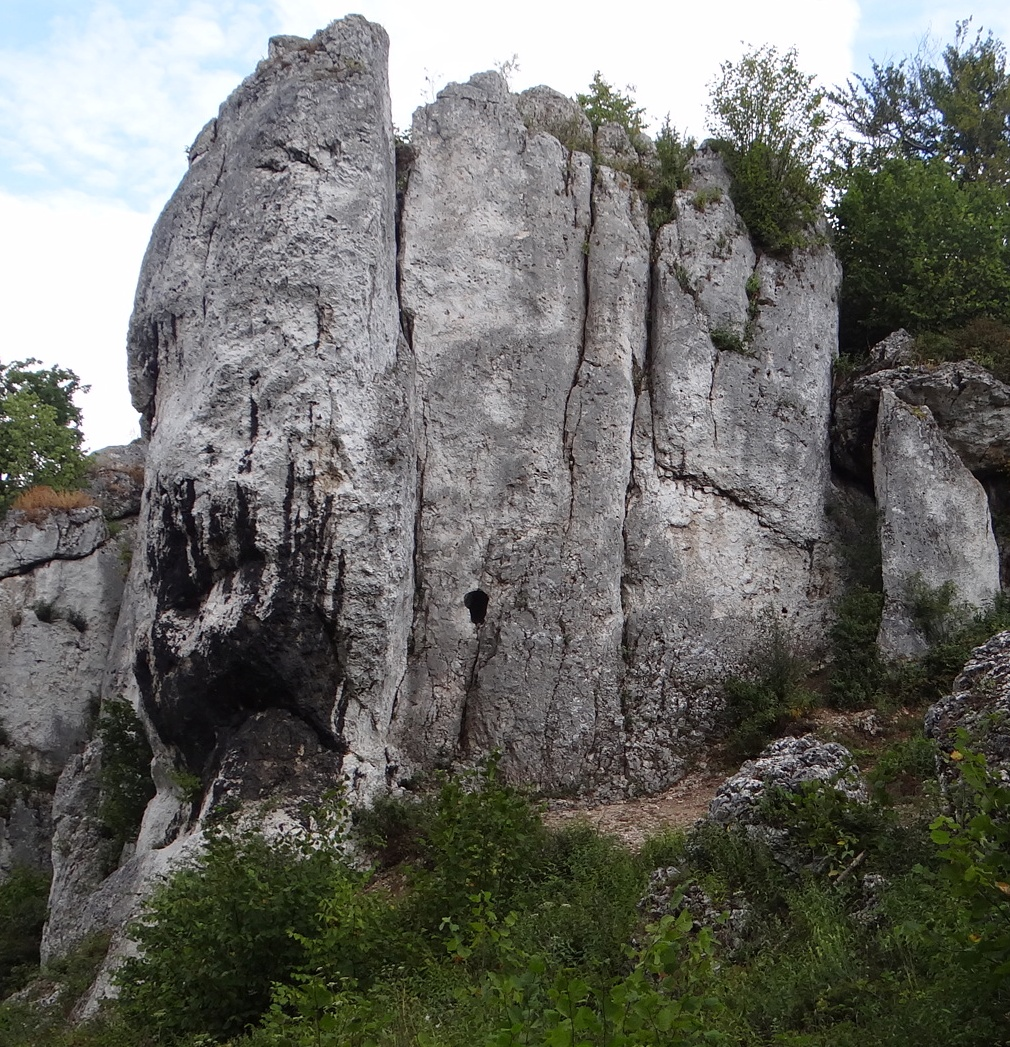
Kruk
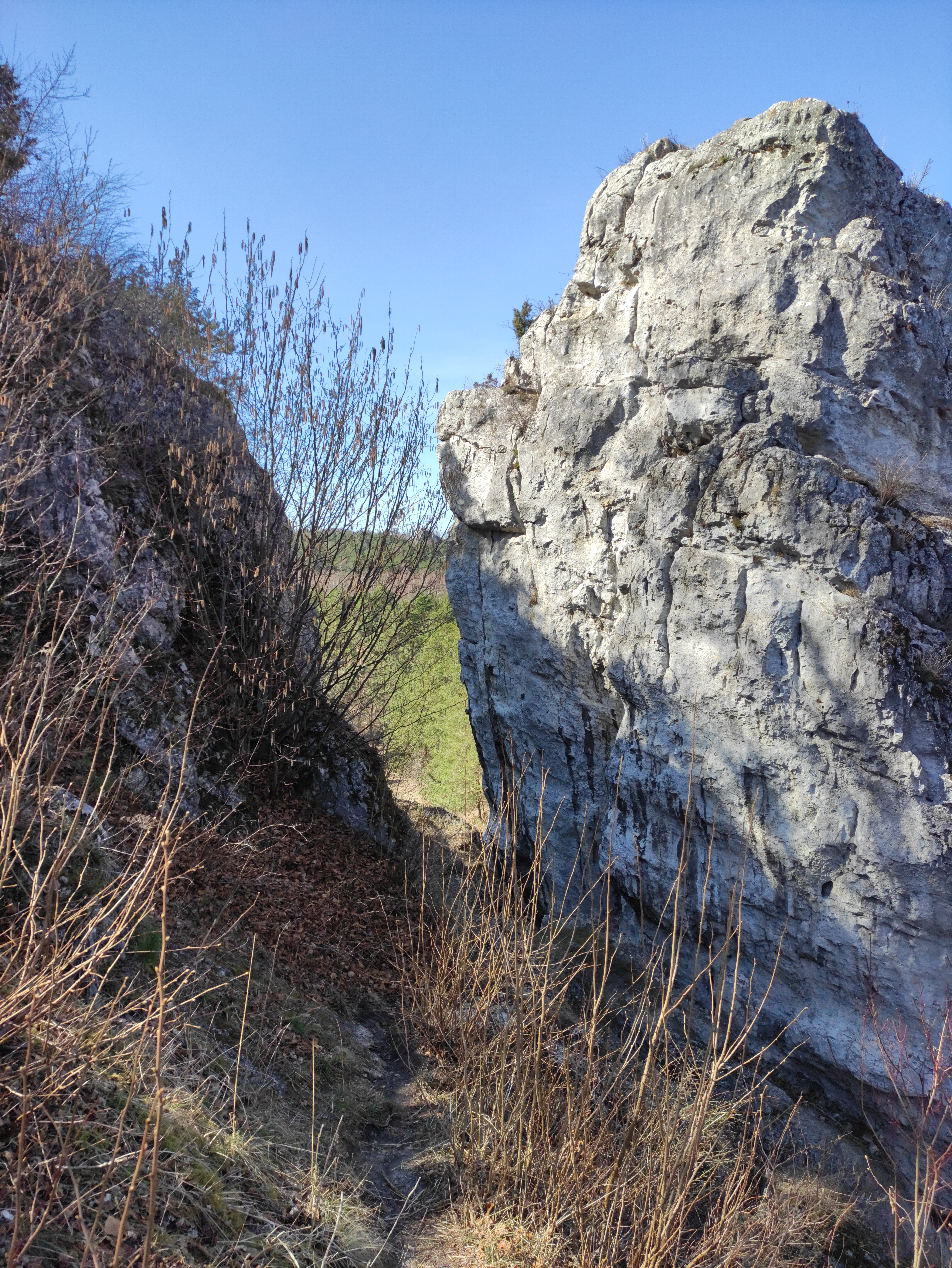
Skála Kruk a Dwoista